# Lycoriella abrevicaudata
Lycoriella abrevicaudata är en tvåvingeart som beskrevs av Yang, Zhang och Yang 1993. Lycoriella abrevicaudata ingår i släktet Lycoriella och familjen sorgmyggor.
Artens utbredningsområde är Guizhou (Kina). Inga underarter finns listade i Catalogue of Life.